# Rajko Žižić
Rajko „Žiža” Žižić (cyr. Рајко Жижић, ur. 22 stycznia 1955 w Miloševići, zm. 7 sierpnia 2003 w Belgradzie) – serbski koszykarz występujący na pozycji środkowego, reprezentant Jugosławii, mistrz olimpijski, świata i Europy, po zakończeniu kariery zawodniczej trener koszykarski.

## Osiągnięcia
Na podstawie, o ile nie zaznaczono inaczej.

### Drużynowe
- Wicemistrz Jugosławii (1984)
- Zdobywca:
  - Pucharu Koracia (1982)
  - Pucharu Jugosławii (1993)

### Reprezentacja
- Mistrz:
  - igrzysk:
    - olimpijskich (1980)[3][4][5]
    - śródziemnomorskich (1975)

  - świata (1978)[6]
  - Europy (1975)[7]
- Wicemistrz:
  - olimpijski (1976)[3][5][8]
  - igrzysk śródziemnomorskich (1979)
  - uniwersjady (1979, 1983)
- Brązowy medalista:
  - igrzysk olimpijskich (1984)[3][9][5]
  - mistrzostw:
    - świata (1982)[10]
    - Europy (1979)[11]
- Uczestnik
  - kwalifikacji olimpijskich (1976)[12]
  - mistrzostw Europy (1975, 1979, 1983 – 7. miejsce)[13]

Młodzieżowa
- Mistrz Europy:
  - U–18 (1972, 1974)[14][15]
  - U–16 (1971)[16]